# Silent Hill Zero Original Soundtrack
Silent Hill Zero Original Soundtrack é a trilha sonora do jogo de survival horror Silent Hill: Ørigins. O álbum contém as músicas do jogo compostas por Akira Yamaoka. A trilha sonora foi lançada no Japão no dia 25 de Janeiro de 2008, custando ¥2,520 e sendo catalogado com o número LC-1627. A trilha sonora também foi vendida com uma revista especial de seis páginas desenhadas por Masahiro Ito e um tocador de música portátil com o logo tipo de Silent Hill Zero. Esta trilha sonora inclui ainda novas canções que estavam no jogo, como "The Healer" e "Drowning".

## Faixas
Todas as músicas compostas por Akira Yamaoka.
| N.º            | Título                                                     | Duração |  |
| 1.             | "Shot Down In Flames" (cantada por Mary Elizabeth McGlynn) |         |  |
| 2.             | "Meltdown"                                                 | 3:13    |  |
| 3.             | "Evil Apptite"                                             | 2:05    |  |
| 4.             | "Wrong Is Right"                                           | 2:25    |  |
| 5.             | "Not Tomorrow 3"                                           | 1:42    |  |
| 6.             | "Monster Daddy"                                            | 2:26    |  |
| 7.             | "King of Adiemus"                                          | 2:28    |  |
| 8.             | "Don't Abuse Me"                                           | 1:39    |  |
| 9.             | "Underworld 4"                                             | 3:06    |  |
| 10.            | "Acid Horse"                                               | 2:10    |  |
| 11.            | "O.R.T." (cantada por Mary Elizabeth McGlynn)              | 4:23    |  |
| 12.            | "Insectcide"                                               | 2:11    |  |
| 13.            | "Raw Power"                                                | 1:16    |  |
| 14.            | "A Million Miles"                                          | 1:31    |  |
| 15.            | "Battle Drums"                                             | 2:17    |  |
| 16.            | "The Wicked End"                                           | 2:17    |  |
| 17.            | "Blow Back" (cantada por Mary Elizabeth McGlynn)           | 3:13    |  |
| 18.            | "Real Solution"                                            | 2:55    |  |
| 19.            | "The Healer"                                               | 2:52    |  |
| 20.            | "Snowblind"                                                | 2:00    |  |
| 21.            | "Behind the Wall of Sleep"                                 | 2:19    |  |
| 22.            | "Drowning"                                                 | 2:25    |  |
| 23.            | "Murder Song 'S'"                                          | 3:04    |  |
| 24.            | "Not Tomorrow 4"                                           | 2:15    |  |
| 25.            | "Theme of Sabre Dance"                                     | 1:33    |  |
| 26.            | "Hole in the Sky" (cantada por Mary Elizabeth McGlynn)     | 4:10    |  |
| Duração total: | Duração total:                                             | 1:05:54 |  |